# Dennis Dawson
Dennis Dawson, né le 28 septembre 1949 à Québec, est un conseiller en affaires publiques et homme politique canadien.
Il est député à la Chambre des communes du Canada de la circonscription de Louis-Hébert de 1977 à 1984, et sénateur canadien de Lauzon de 2005 à 2023.

## Biographie
Né le 28 septembre 1949 à Québec, Dennis Dawson est le député fédéral de Louis-Hébert à Québec de 1977 à 1984. Dawson est listé comme un administrateur. Il est un ancien secrétaire parlementaire au ministre du travail et ancien secrétaire parlementaire au ministre de l'emploi et de l'immigration.
Lors de l'élection fédérale canadienne de 2004, il s'est présenté en tant que candidat-vedette dans la circonscription de Beauport, mais il s'est incliné face au député bloquiste Christian Simard par un rapport de 2:1.
Le 2 août 2005, Dawson est nommé au sénat canadien sur la recommandation du premier ministre de l'époque, Paul Martin. Il siège à la chambre haute en tant que libéral, puis dans le Groupe progressiste du Sénat. Il prend sa retraite du sénat le 9 février 2023.
Dawson appuie la candidature de Michael Ignatieff lors du Congrès d'investiture du Parti libéral du Canada de 2006.

## Vie privée
Dennis Dawson a trois enfants : Cindy, Kathryn-Anne et Julian.